# Thomas Schürmann (Regierungspräsident)

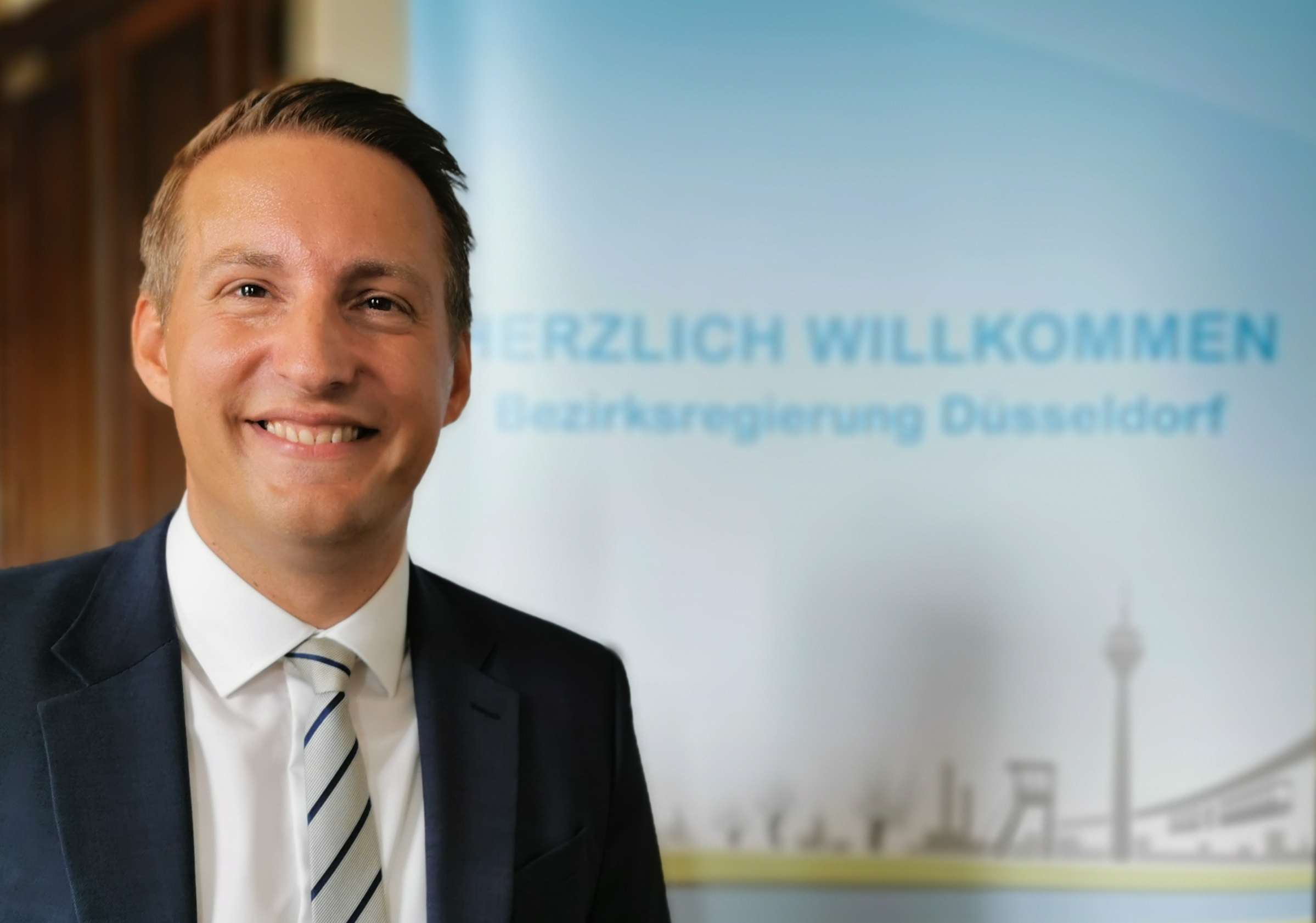
Thomas Schürmann (2022)

Thomas Schürmann  (* 1979 in Wickede (Ruhr)) ist ein deutscher politischer Beamter (Bündnis 90/Die Grünen). Seit September 2022 ist er Regierungspräsident des Regierungsbezirks Düsseldorf.

## Leben
Schürmann legte 1999 das Abitur am Walburgisgymnasium Menden ab. Sein Studium  der Raumplanung an der Universität Dortmund schloss er als Diplom-Ingenieur ab. Von 2009 bis 2015 war er bei der Bezirksregierung Düsseldorf in leitender Position für das Dezernat Städtebau, Bauaufsicht, Bau-, Wohnungs- und Denkmalangelegenheiten sowie -förderung zuständig. Anschließend war er persönlicher Referent der Regierungspräsidentin Annemarie Lütkes. Von 2019 bis 2022 war er im Ministerium für Heimat, Kommunales, Bau und Digitalisierung des Landes Nordrhein-Westfalen tätig, zuletzt als Leiter der Gruppe „Wiederaufbau, Denkmalpflege, Baukultur“ sowie als Leiter des Referats „Wiederaufbau der Infrastruktur in Kommunen“. Seit 2012 ist er zudem Dozent am Institut für öffentliche Verwaltung Nordrhein-Westfalen.
Am 1. September 2022 trat Schürmann das Amt des Regierungspräsidenten des Regierungsbezirks Düsseldorf an. Er folgte Birgitta Radermacher nach.
Schürmann ist im Mendener Stadtteil Schwitten aufgewachsen und lebt in Essen.